# Tetarteron
Tetarteron (grško starogrško νόμισμα τεταρτηρόν [nómisma tetarterón],  dobesedo četrt kovanca, četrtak) je bil naziv dveh različnih bizantinskih kovancev: zlatega, ki je bil v obtoku od 960. let do 1092 vzporedno s histamenom, in bakrenega, ki je bil v obtoku od leta 1092 do druge polovice 13. stoletja.

## Zlatnik
V Bizantinskem cesarstvu je bil od cesarja Konstantina I. (vladal 306-337) glavni kovanec zelo kakovosten solidus ali nomizma, ki je tehtal 4,5 g in ostal več stoletij standard za maso in vsebnost zlata. Cesar Nikefor II. Fokas (vladal 963–969) je uvedel nov kovanec, ki je bil dva karata, se pravi približno 1⁄12 lažji od nomizme in postal znan kot histamenon.
Natančen vzrok za uvedbo tetarterona ni povsem jasen. Po mnenju zgodovinarja Ivana Zonara so se s tem povečali državni prihodki: davki so se še naprej plačevali v histamenonih, medtem ko je država svoje stroške plačevala v lažjih tertarteronih, ki so bili uradno enakovredni. Sodobni znanstveniki ponujajo več razlag in trdijo, da je bil tetarteron imitacija muslimanske zlatega dinarja in  se je uporabljal v vzhodnih provincah, ki so jih Bizantinci malo pred tem osvojili od Arabcev. Druga razlaga je, da je bil tetarteron del neuspele denarne reforme, s katero bi v celoti ukinili histamenone. Tertaterone so v 10. stoletju v vsakem primeru izdali v majhnih količinah in šele od sredine 11. stoletja dalje v količinah, ki so bile primerljive s histamenoni.
Na začetku je bilo kovanca težko razlikovati, ker sta se razlikovala samo po masi. Med vladavino Bazilija II. (vladal 976-1025) so med njima naredili razliko: tetarteronu so zmanjšali premer in ga odebelili, histamenonu pa so povečali premer in ga stanjšali. Samo med vladavino Konstantina VIII. (vladal 1025–1028) sta se kovanca razlikovala tudi ikonografsko. Od sredine 11. stoletja je imel tertarteron premer 18 mm in tehtal 3,98 g, se pravi tri karate manj kot histamenon s premerom 25 mm. Standardni solidus je imel premer 20 mm. Histamenon je bil rahlo vbočen (skifat). Med vladavino Mihaela IV. (vladal 1034–1041), ki je bil pred prihodom na prestol posojevalec denarja, se je vsebnost zlata v kovancih začela vedno hitreje zmanjševati, po obdobju relativne stabilnosti približno od leta 1055 do 1070 pa se je v obdobju krize v 1070. in 1080. letih drastično zmanjšala. V prvih enajst letih vladavine Alekseja I. Komnena (vladal 1081-1118) so se kovali zadnji tertarteroni  iz zlata/elektruma.  Aleksej je zatem leta 1092 reformiral celoten bizantinski denarni sistem. Iz obtoka je umaknil tetarterone in histamenone in namesto njih uvedel nov zlatnik hiperpiron.

## Bakren kovanec
Aleksej I. Komnen je poleg zlatega hiperpirona uvedel tudi nov bakren kovanec, ki je bil sprva kovan iz svinca, in je zamenjal stari folis. Kovanec se je, očitno zaradi podobnih dimenzij in izdelave, imenoval tetarteron ali tarteron. Takšno ime bi lahko dobil tudi zato, ker je bil vreden samo četrtino folisa iz 1080. let. Novi kovanec je, vsaj na začetku, tehtal približno 4 g in bil vreden 864 tetarteronov za en zlati hiperpiron. Koval se je v velikih količinah in zelo različnih dizajnih, zlasti v 12. stoletju. V obtoku je bil tudi kovanec za pot tetarterona. Oba kovanca sta imela relativno  stabilno maso, vendar sta se proti koncu 13. stoletja  pojavljala vedno bolj redko.
V 13. stoletju so v 1230. in 1240. letih bakrene tetarterone kovali tudi tesalski vladarji Epirja in v Nikejskem cesarstvu (1204–1261). Zgleda, da so v obnovljenem Bizantinskem cesarstvu po letu 1261 bekrene tetarterone zamenjali novi bakrenimi kovanci asariji ali asi, ki so dobili ime po starih rimskih kovancih.